# Скейтбординг на літніх Олімпійських іграх 2020 — кваліфікація
У змаганнях зі скейтбордингу на літніх Олімпійських іграх 2020 візьмуть участь 80 спортсменів. Літні Олімпійські ігри 2020 перенесено на 2021 рік через пандемію COVID-19. Кожен НОК міг одержати щонайбільше 3 квоти в кожній дисципліні (загалом щонайбільше 12 в 4 дисциплінах). У кожній дисципліні візьмуть участь по 20 спортсменів, із яких 3 кваліфікувалися через чемпіонат світу, 16 - через світовий рейтинг і 1 учасник від країни-господарки, Японії Повний список скейтбордистів, що кваліфікувалися, оголошено 9 червня 2021 року..

## Розклад
| Дисципліна                                  | Дата                      | Місце     |
| ------------------------------------------- | ------------------------- | --------- |
| Чемпіонат світу зі стріт-скейтбордингу 2021 | 30 травня – 6 червня 2021 | Рим       |
| Чемпіонат світу з парк-скейтбордингу 2021   | 14–20 червня 2021         | Скасовано |
| Олімпійський світовий рейтинг               | 30 червня 2021            | —         |

## Країни, що одержали квоти
| НОК                   | Чоловіки | Чоловіки | Жінки | Жінки | Загалом    |
| НОК                   | Парк     | Стріт    | Парк  | Стріт | Спортсмени |
| --------------------- | -------- | -------- | ----- | ----- | ---------- |
| Австралія (AUS)       | 2        | 1        | 1     | 1     | 5          |
| Австрія (AUT)         |          |          |       | 1     | 1          |
| Бельгія (BEL)         |          | 1        |       | 1     | 2          |
| Бразилія (BRA)        | 3        | 3        | 3     | 3     | 12         |
| Канада (CAN)          | 1        | 2        |       |       | 3          |
| Чилі (CHI)            |          |          | 1     |       | 1          |
| Китай (CHN)           |          |          | 1     | 1     | 2          |
| Колумбія (COL)        |          | 1        |       |       | 1          |
| Данія (DEN)           | 1        |          |       |       | 1          |
| Фінляндія (FIN)       |          |          | 1     |       | 1          |
| Франція (FRA)         | 1        | 2        | 1     | 1     | 5          |
| Німеччина (GER)       | 1        |          | 1     |       | 2          |
| Велика Британія (GBR) |          |          | 2     |       | 2          |
| Італія (ITA)          | 2        |          |       | 1     | 3          |
| Японія (JPN)          | 1        | 3        | 3     | 3     | 10         |
| Нідерланди (NED)      |          |          |       | 3     | 3          |
| Перу (PER)            |          | 1        |       |       | 1          |
| Філіппіни (PHI)       |          |          |       | 1     | 1          |
| Польща (POL)          |          |          | 1     |       | 1          |
| Португалія (POR)      |          | 1        |       |       | 1          |
| Пуерто-Рико (PUR)     | 1        | 1        |       |       | 2          |
| ПАР (RSA)             | 1        | 1        | 1     | 1     | 4          |
| Іспанія (ESP)         | 2        |          | 1     |       | 3          |
| Швеція (SWE)          | 1        |          |       |       | 1          |
| США (USA)             | 3        | 3        | 3     | 3     | 12         |
| Загалом: 25 НОК       | 20       | 20       | 20    | 20    | 80         |

## Парк (чоловіки)
| Дисципліна                      | Квоти | Спортсмен, що кваліфікувався |
| ------------------------------- | ----- | --- |
| Країна-господарка               | 1     | Хірано Аюму (JPN) |
| Олімпійський світовий рейтинг   | 16    | Геймана Рейнолдс (USA) Корі Джуно (USA) Луїс Франсіско (BRA) Педро Баррос (BRA) Зайон Райт (USA) Кіґан Палмер (AUS) Оскар Розенберґ (SWE) Педро Кінтас (BRA) Іван Федеріко (ITA) Стівен Пінейро (PUR) Алессандро Мадзара (ITA) Венсан Матерон (FRA) Хайме Матеу (ESP) Кіран Вуллі (AUS) Тайлер Едтмаєр (GER) Данні Леон (ESP) |
| Чемпіонати світу (перерозподіл) | 3     | Енді Андерсон (CAN) Руне Ґліфберґ (DEN) Даллас Оберголцер (RSA)** |
| Загалом                         | 20    | |

**Континентальне представництво

## Парк (жінки)
| Дисципліна                                          | Квоти | Спортсменка, що кваліфікувалась |
| --------------------------------------------------- | ----- | --- |
| Країна-господарка                                   | 0     | – |
| Олімпійський світовий рейтинг                       | 16    | Місуґу Окамото (JPN) Сакура Йосодзумі (JPN) Скай Браун (GBR) Поппі Стар Олсен (AUS) Ліссі Арманто (FIN) Кокона Хіракі (JPN) Брайс Веттстайн (USA) Дора Варелла (BRA) Ізадора Пашеко (BRA) Брайтон Зюнер (USA) Джордин Барратт (USA) Індіара Асп (BRA) Хулія Бенедетті (ESP) Lilly Stoephasius (GER) Сінь Чжан (CHN) Мадлен Ларшерон (FRA) |
| Чемпіонати світу і країна-господарка (перерозподіл) | 4     | Амелія Бродка (POL) Хосефіна Варас (CHI) Бомбетт Мартін (GBR) Мелісса Вільямс (RSA)** |
| Загалом                                             | 20    | |

**Континентальне представництво

## Стріт (чоловіки)
| Дисципліна                       | Квоти | Спортсмен, що кваліфікувався |
| -------------------------------- | ----- | --- |
| Країна-господарка                | 0     | – |
| Чемпіонат світу                  | 3     | Найджа Г'юстон (USA) Юто Хоріґоме (JPN) Сора Сірай (JPN) |
| Олімпійський світовий рейтинг    | 16    | Келвін Хофлер (BRA) Густаву Рібейру (POR) Орельєн Жіро (FRA) Джейк Іларді (USA) Джеґґер Ітон (USA) Венсан Мілу (FRA) Метт Берґер (CAN) Менні Сантьяґо (PUR) Шейн О'Нілл (AUS) Анхело Каро Нарваес (PER) Феліпе Густаво (BRA) Юкіто Аокі (JPN) Жіованні Віанна (BRA) Мікку Папа (CAN) Аксел Круйсбергс (BEL) Jhancarlos González (COL) |
| Країна-господарка (перерозподіл) | 1     | Брендон Вальяло (RSA)** |
| Загалом                          | 20    | |

**Континентальне представництво

## Стріт (жінки)
| Дисципліна                       | Квоти | Спортсменка, що кваліфікувалась |
| -------------------------------- | ----- | --- |
| Країна-господарка                | 0     | – |
| Чемпіонат світу                  | 3     | Памела Роза (BRA) Rayssa Leal (BRA) Аорі Нісімура (JPN) |
| Олімпійський світовий рейтинг    | 16    | Летісія Буфоні (BRA) Момідзі Нісія (JPN) Мерая Дюран (USA) Рос Зветслот (NED) Канді Якобс (NED) Гейлі Вілсон (AUS) Фуна Накаяма (JPN) Алексіс Саблон (USA) Кет Олденбевінґ (NED) Margielyn Didal (PHI) Алана Сміт (USA) Веньхуей Цзен (CHN) Лоре Брюґґеманн (BEL) Юлія Бруеклер (AUT) Charlotte Hym (FRA) Азія Ланці (ITA) |
| Країна-господарка (перерозподіл) | 1     | Бойпел Авуа (RSA)** |
| Загалом                          | 20    | |

**Континентальне представництво